# Dornier 328
Dornier 328 er et tomotoret turbopropfly der oprindeligt er udviklet og produceret af tyske Dornier Luftfahrt GmbH. Selskabet blev i 1996 overtaget af amerikanske Fairchild Aircraft, og blev derefter kaldt Fairchild-Dornier.
Flyet blev introduceret i 1991 og indtil 2000 blev der i alt produceret over 217 eksemplarer af typen i seks forskellige varianter. Flyet kan have op til 33 passagersæder og betjenes af 2 piloter. Den jet-drevne version af flyet kaldes Fairchild Dornier 328JET.

## Udvikling
Da Dornier stadigvæk var ejet af Deutsche Aerospace AG, begyndte man på udviklingen af flyet under navnet Dornier 328. Jomfruflyvningen fandt sted 6. december 1991, og i oktober 1993 kom flyet for første gang i kommerciel drift.

## Varianter
- 328-100 - Standard 328.
- 328-110 - Standard 328 med længere rækkevidde.
- 328-120 - 328 med forbedrede STOL egenskaber.
- 328-130 - 328 med højere hastighed.
- 328JET - Jetfly-udgave, tidligere 328-300.
- C-146A - Specialudgave af 328eren opereret af United States Air Forces Air Force Special Operations Command.[2]